# Stenogobius genivittatus
Stenogobius genivittatus är en fiskart som först beskrevs av Valenciennes, 1837.  Stenogobius genivittatus ingår i släktet Stenogobius och familjen smörbultsfiskar. IUCN kategoriserar arten globalt som livskraftig. Inga underarter finns listade i Catalogue of Life.